# Орта-Карвенд
Орта-Карве́нд (азерб. Orta Qərvənd) — село в Агдамском районе Азербайджана.

## Этимология
Название происходит от названия села Карвенд (происходит от названия племени «кебирли») и слова «орта» (средний), так как находился между селами Баш-Карвенд и Аяг-Карвенд. Из-за близости села к селу Шыхляр, так же называют Шыхляр-Карвенд. В переводе на русский — Средний Карвенд.

## История
Первые упоминания села датированы концом XIX века.
Село Шихляр-Каравенд в 1913 году согласно административно-территориальному делению Елизаветпольской губернии относилось к Шыхляр-Каравендскому сельскому обществу Агдамского уезда.
В 1926 году согласно административно-территориальному делению Азербайджанской ССР село относилось к дайре Хиндристан Агдамского уезда.
После реформы административного деления и упразднения уездов в 1929 году был образован Карвендский сельсовет в Агдамском районе Азербайджанской ССР.
Согласно административному делению 1961 и 1977 года село Орта-Карвенд входило в Карвендский сельсовет Агдамского района Азербайджанской ССР.
В 1999 году в Азербайджане была проведена административная реформа и был учрежден Карвендский муниципалитет Агдамского района, куда и вошло село.
Регулярно подвергалось обстрелам со стороны села Шыхляр, бывшего неподконтрольным властям Азербайджана до 2020 года.

## География
Неподалёку от села протекает река Хачынчай.
Село находится в 22 км от райцентра Агдам, в 19 км от временного райцентра Кузанлы и в 325 км от Баку.
Высота села над уровнем моря — 252 м.

## Население
| Численность населения | Численность населения | Численность населения |
| 1886                  | 1979                  | 1999                  |
| --------------------- | --------------------- | --------------------- |
| 647                   | ↘260                  | ↗2804                 |

## Климат
В селе холодный семиаридный климат.

## Инфраструктура
1 октября 2011 года в селе была налажена поставка природного газа.